# 傑季諾湖
56°14′43″N 28°14′19″E / 56.245259°N 28.238635°E
傑季諾湖（俄语：Дедино），是俄羅斯的湖泊，位於該國西北部，由普斯科夫州負責管轄，處於謝別日區，面積0.54平方公里，海拔高度118.8米，湖岸線長度4.08公里，平均水深3.4米，最大水深5.5米。